# Cresciano
Cresciano (in dialetto ticinese Carscèi) è una frazione di 723 abitanti del comune svizzero di Riviera, nel Canton Ticino (distretto di Riviera).

## Storia

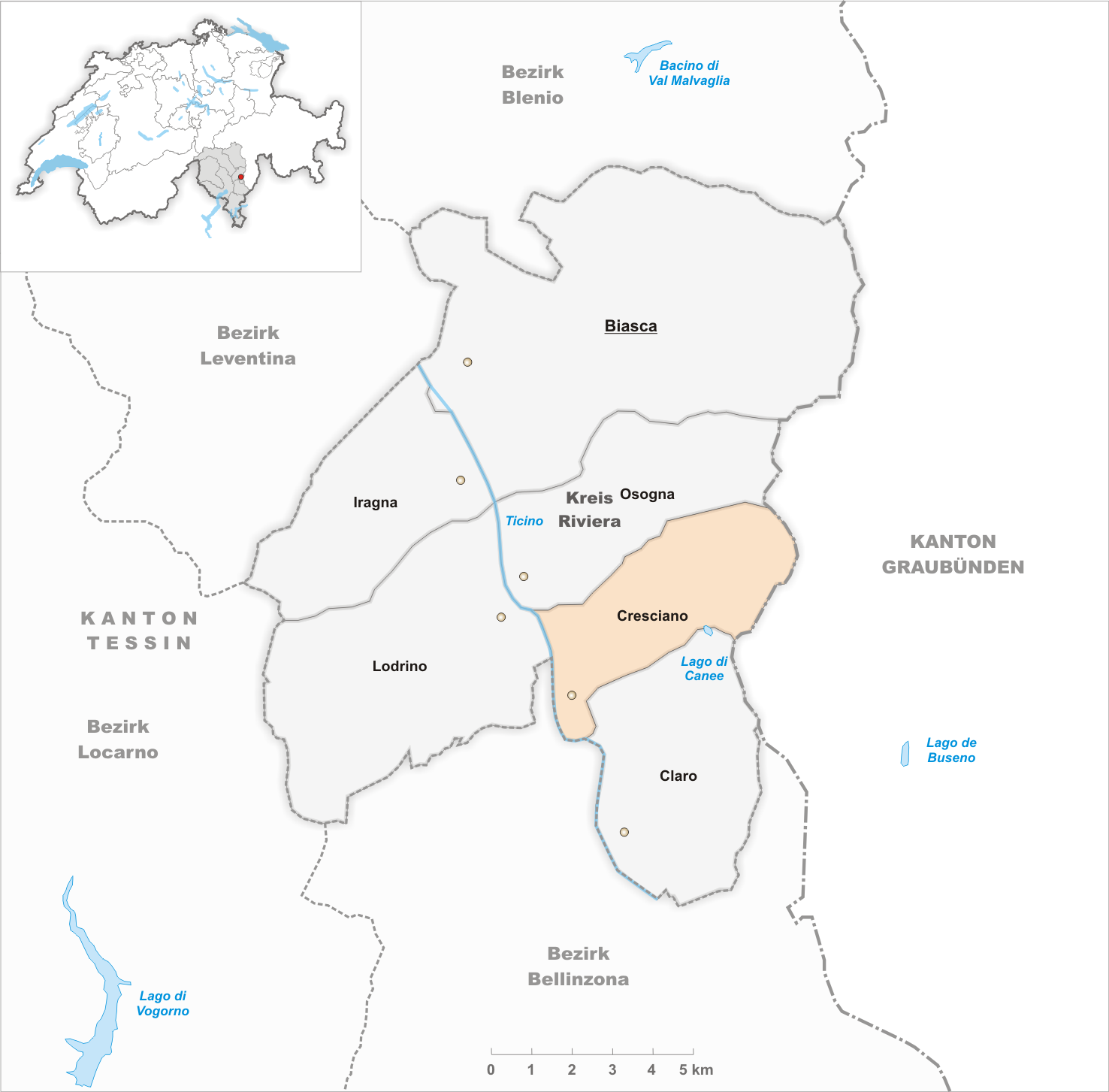
Il territorio del comune di Cresciano prima degli accorpamenti comunali del 2017

Già comune autonomo che si estendeva per 17,2 km², il 2 aprile 2017 è stato accorpato agli altri comuni soppressi di Iragna, Lodrino e Osogna per formare il comune di Riviera.

## Monumenti e luoghi d'interesse
- Chiesa parrocchiale di San Vincenzo, attestata dal XIII secolo[2][3][4] ma fondata nel 1315[5];
- Oratorio di San Carlo Borromeo in località Sottosasso, eretto nel XVII secolo[senza fonte];
- Rifugio Pèu.

## Società

### Evoluzione demografica
L'evoluzione demografica è riportata nella seguente tabella:
Abitanti censiti

## Amministrazione
Ogni famiglia originaria del luogo fa parte del cosiddetto comune patriziale e ha la responsabilità della manutenzione di ogni bene ricadente all'interno dei confini della frazione.

## Sport

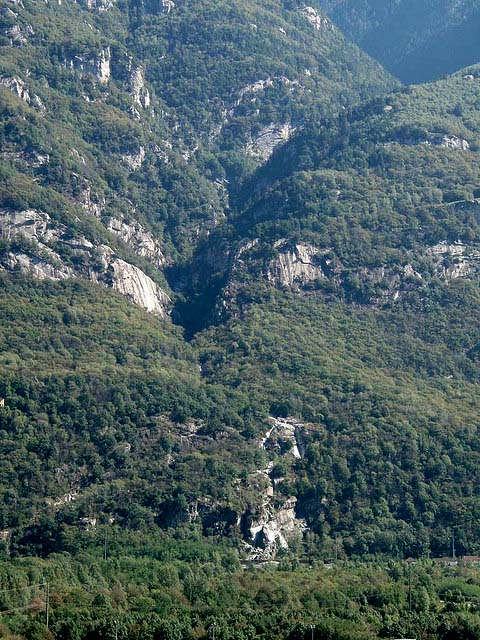
Parte inferiore della Val Cresciano

A Cresciano hanno sede una squadra di calcio dilettantistica e una società di beach volley.

### Sito d'arrampicata
Nel bosco sopra il paese c'è un importante sito d'arrampicata di bouldering, tra i più famosi al mondo. La roccia è gneiss granitico e sono presenti più di mille passaggi disposti su sedici settori.
Tra i passaggi più difficili e famosi, l'8C The Story Of Two Worlds salito da Dave Graham il 9 gennaio 2005 e Dreamtime, boulder di Fred Nicole (novembre 2000), primo passaggio di grado proposto 8C della storia del bouldering.